# 레그혼

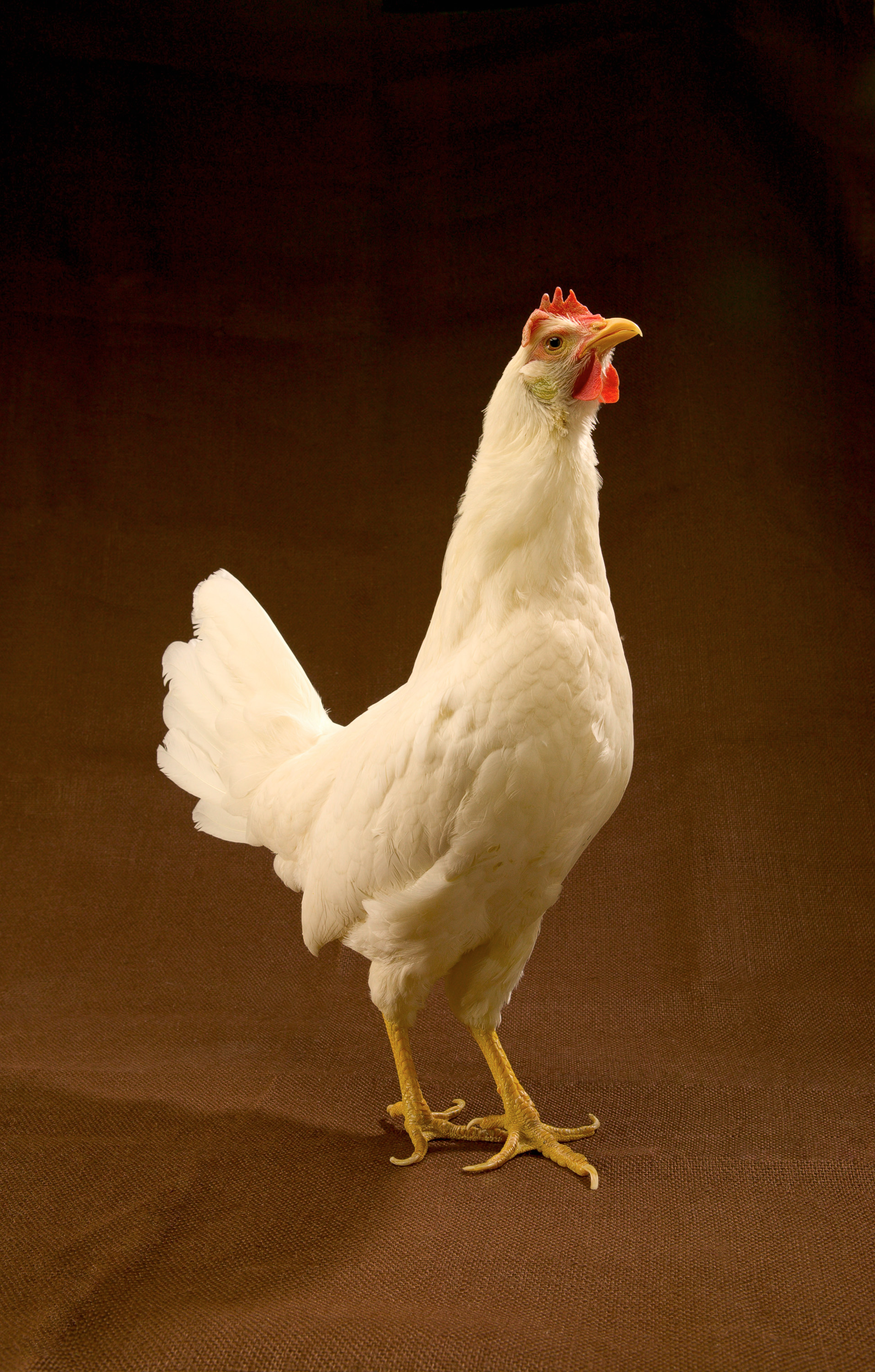
백색레그혼 종의 암탉

레그혼(Leghorn)은 이탈리아 원산의 산란용 닭 품종이다.

## 기원 및 역사
이탈리아 서해안의 항구도시 리보르노 원산이며, 품종명인 '레그혼' 은 리보르노를 과거에 영어로 부르던 명칭이다. 리보르노 원산으로 그 곳 항구를 통해 수출되어 미국에서 1870년경 개량하여 영국을 포함한 전 세계로 보급하여 전 세계적으로 가장 널리 퍼진 닭 품종의 하나가 되었다.

## 특성
하얀 색깔의 달걀을 낳는다. 성장 속도가 빨라 어릴 때부터 알을 낳을 수 있으며, 암컷 한 마리가 연 평균 220개 이상의 많은 달걀을 생산한다. 체중은 암탉이 2.0kg, 수탉은 2.7kg이다.
수탉의 볏이 꼬이거나 쳐지면 안되고 암탉의 볏이 곧게 서면 레그혼 품종으로써는 실격될 수 있다. 장미볏 품종 또한 정확한 장미볏이 아닐 경우 실격이 된다.
레그혼종은 볏의 모양과 깃털 색깔에 따라 11가지 내종으로 구분되고 있다.

## 대한민국 사육 현황
대한민국에선 1910년부터 최근까지 가장 널리 기르던 닭 품종이었으나, 이 종의 하얀 달걀보다 이제 너무 익숙해지게 된 하이라인브라운종 및 토종닭의 갈색 달걀이나 로만화이트종의 하얀 달걀의 수요가 많아지면서 그 비중이 다소 줄어들었다. 현재는 일부 농가에서 키우는 종이다.

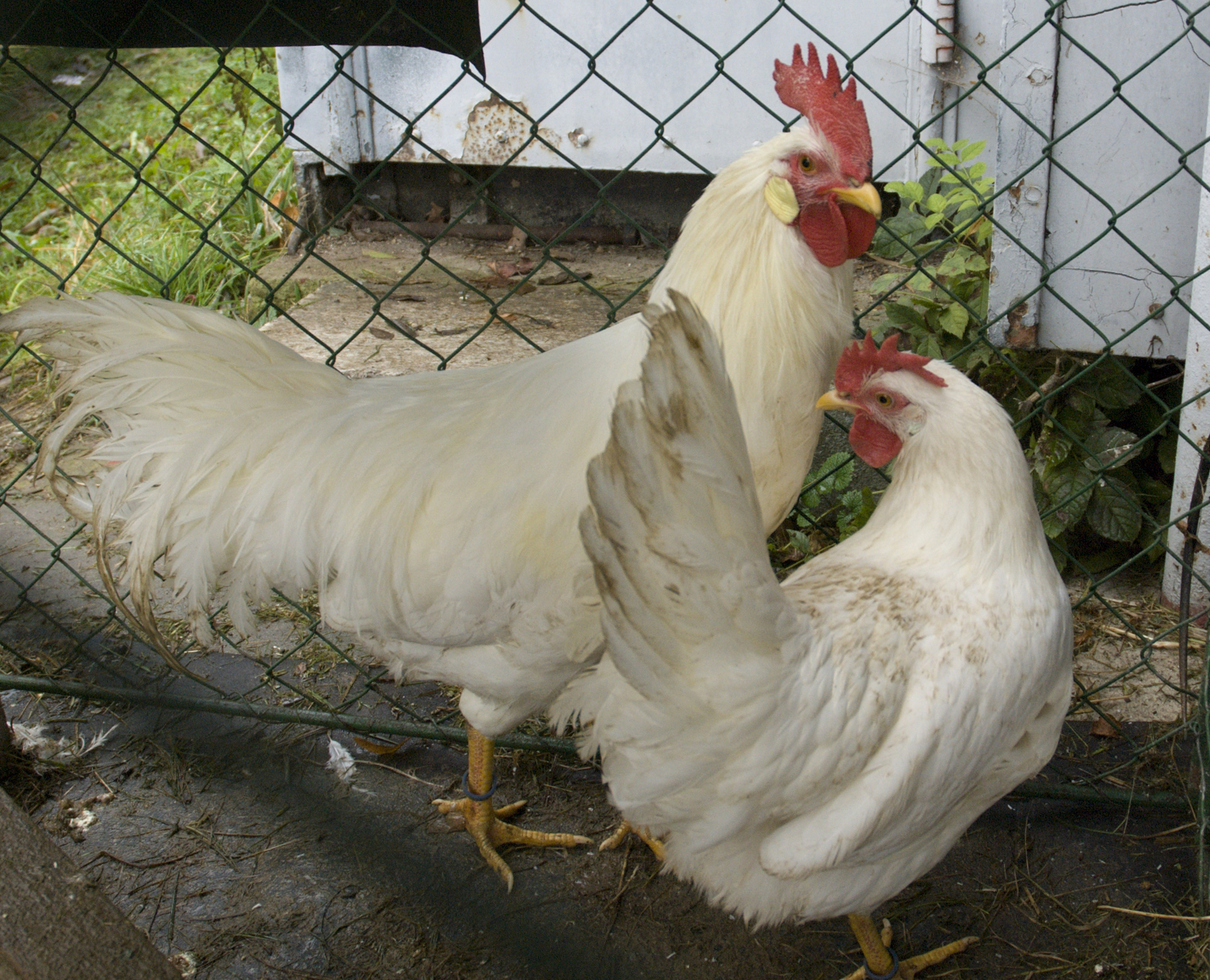
백색레그혼 종의 암수 한쌍
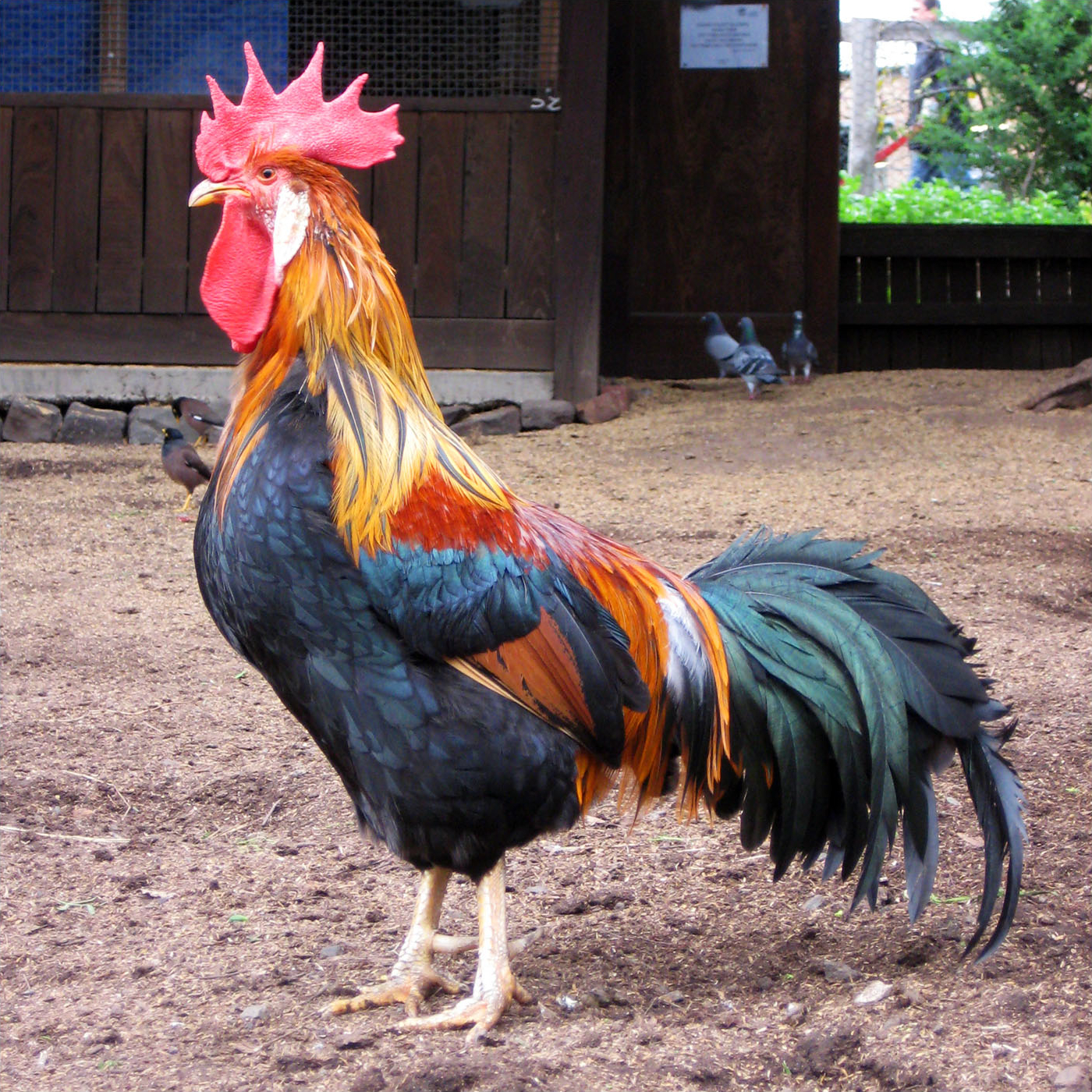
갈색레그혼 종의 수탉
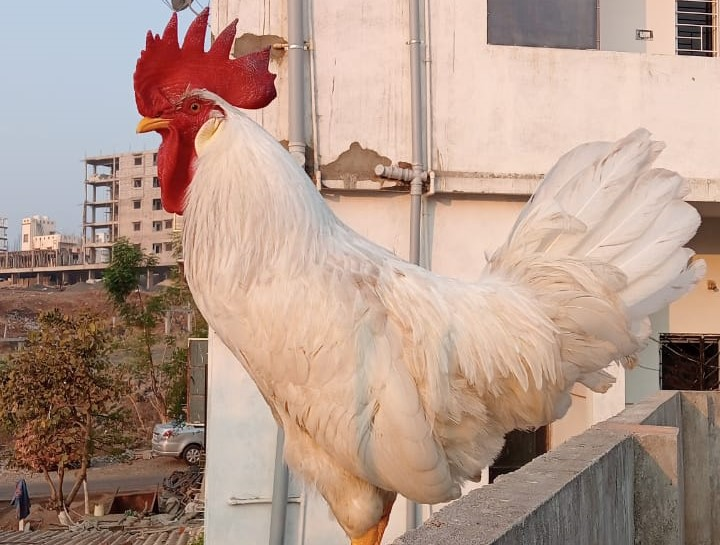
백색레그혼 종의 수탉
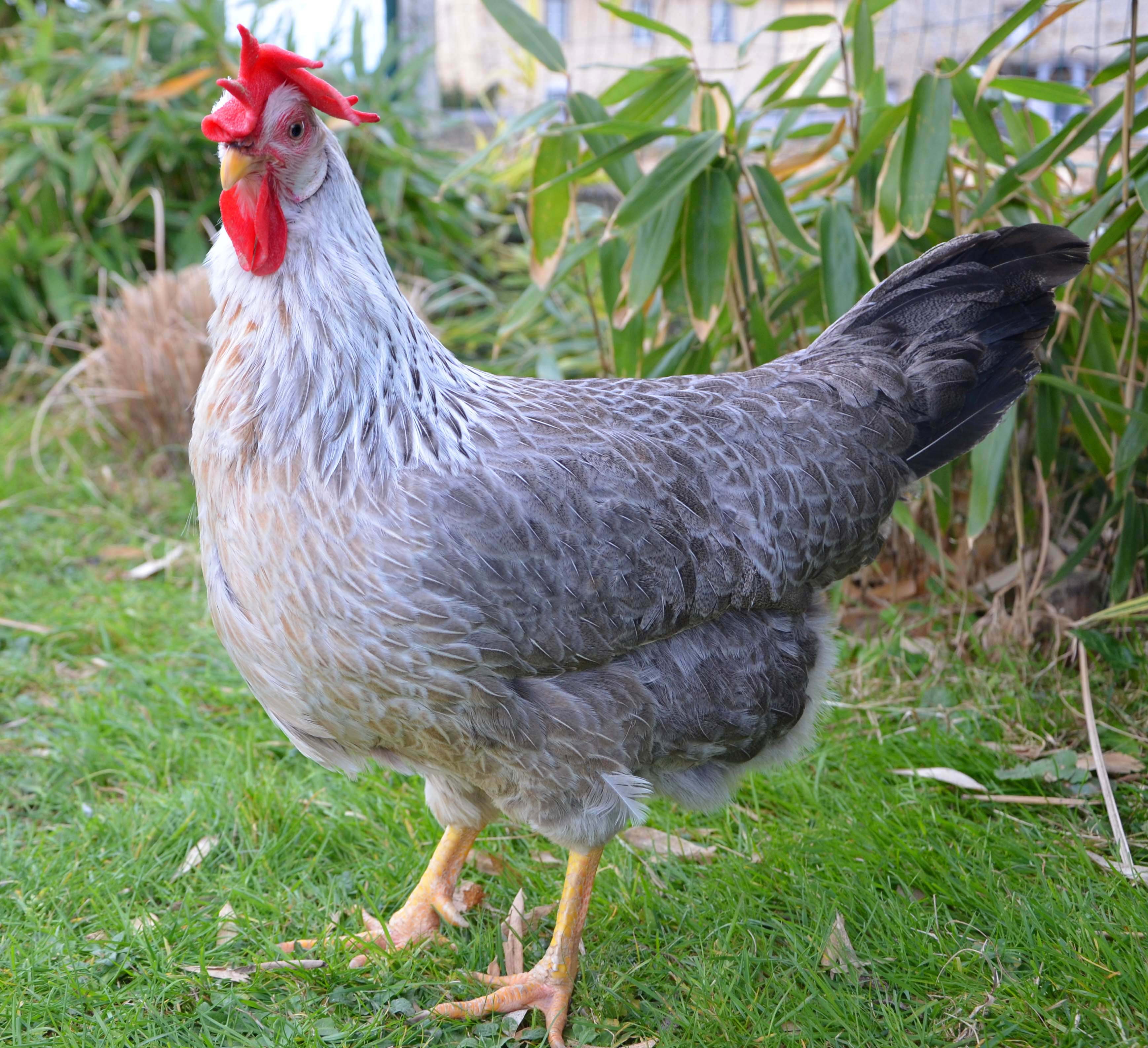
은색레그혼 종의 암탉
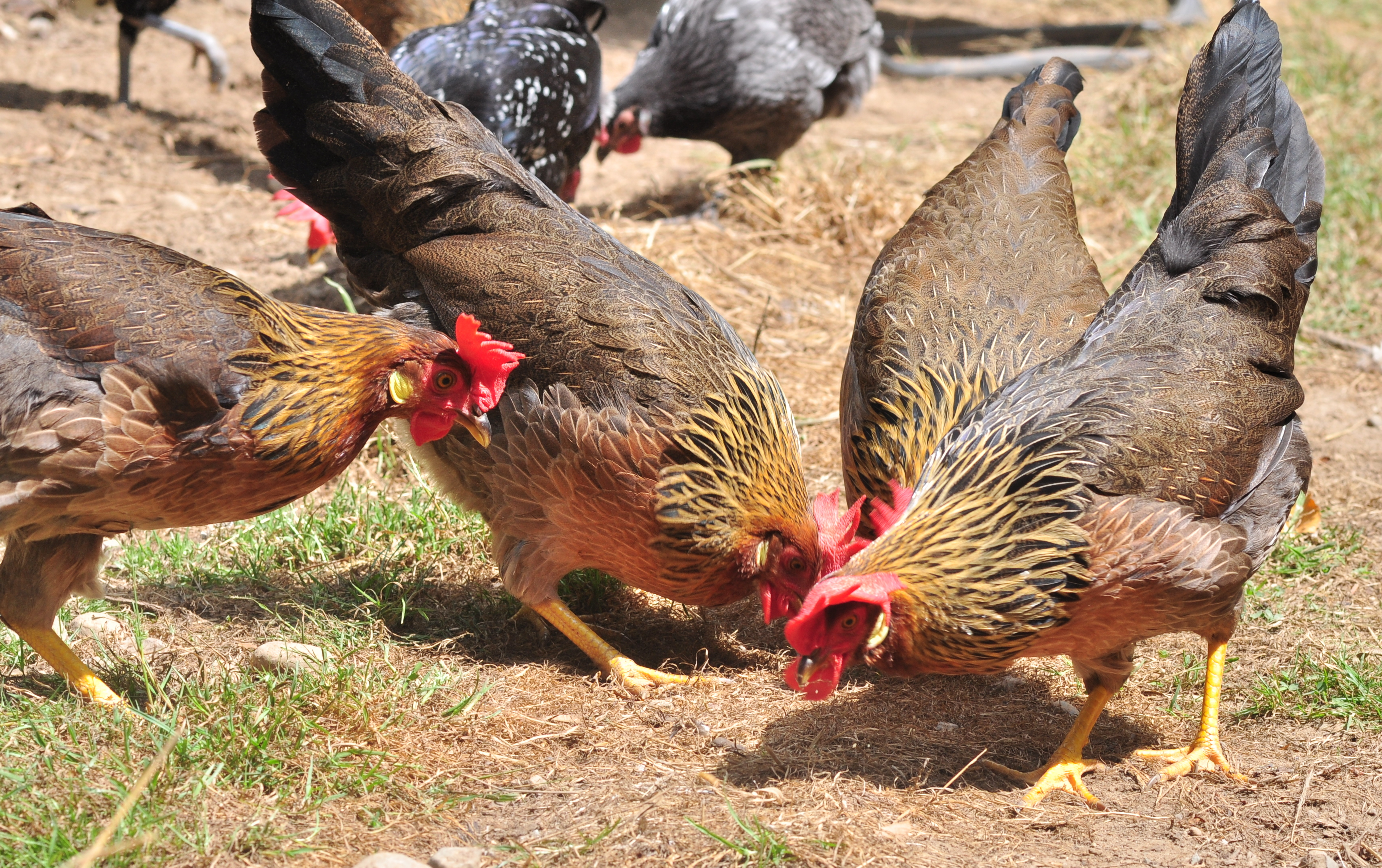
갈색레그혼 종의 암탉
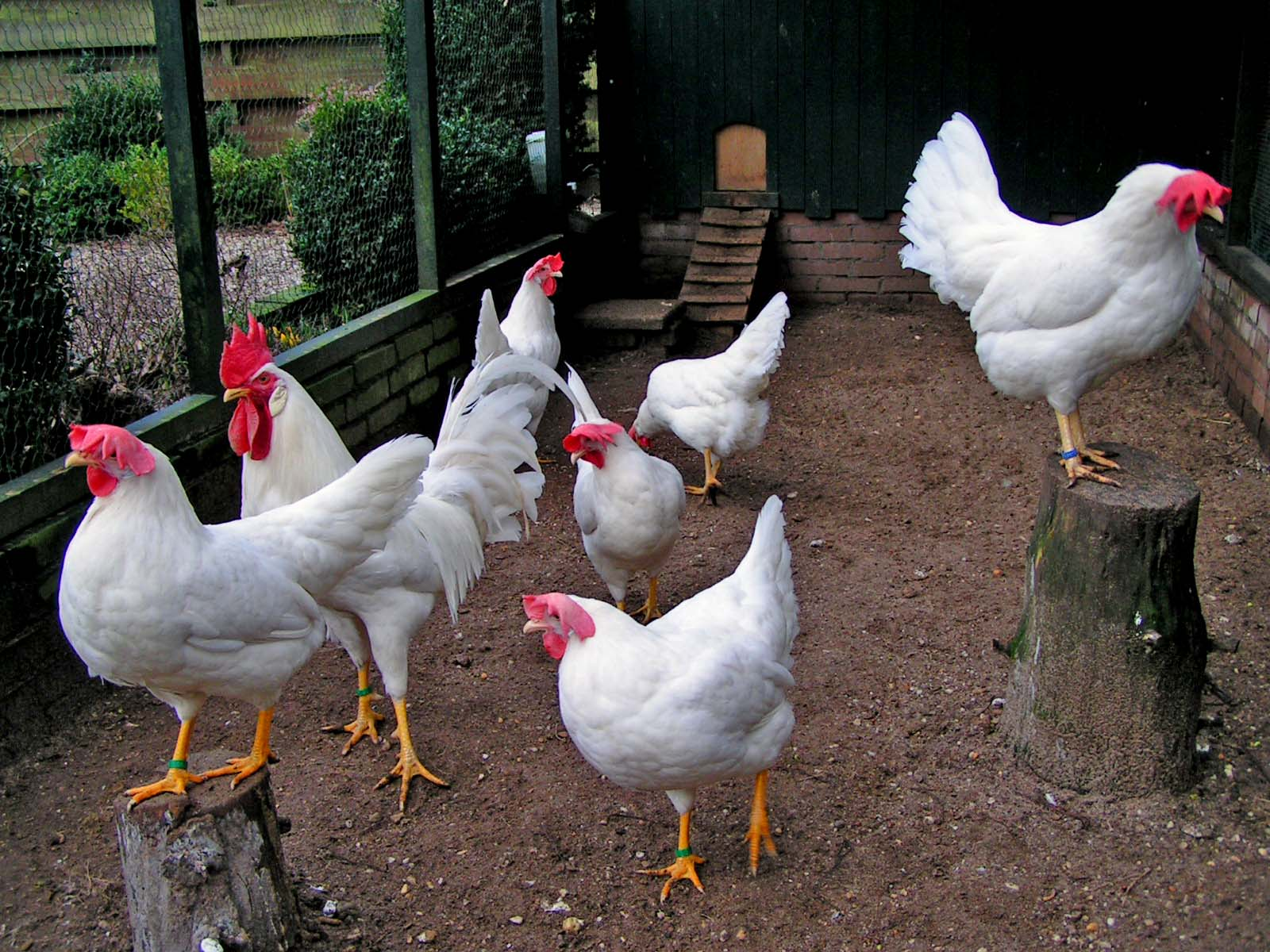
백색레그혼 종의 수탉과 암탉
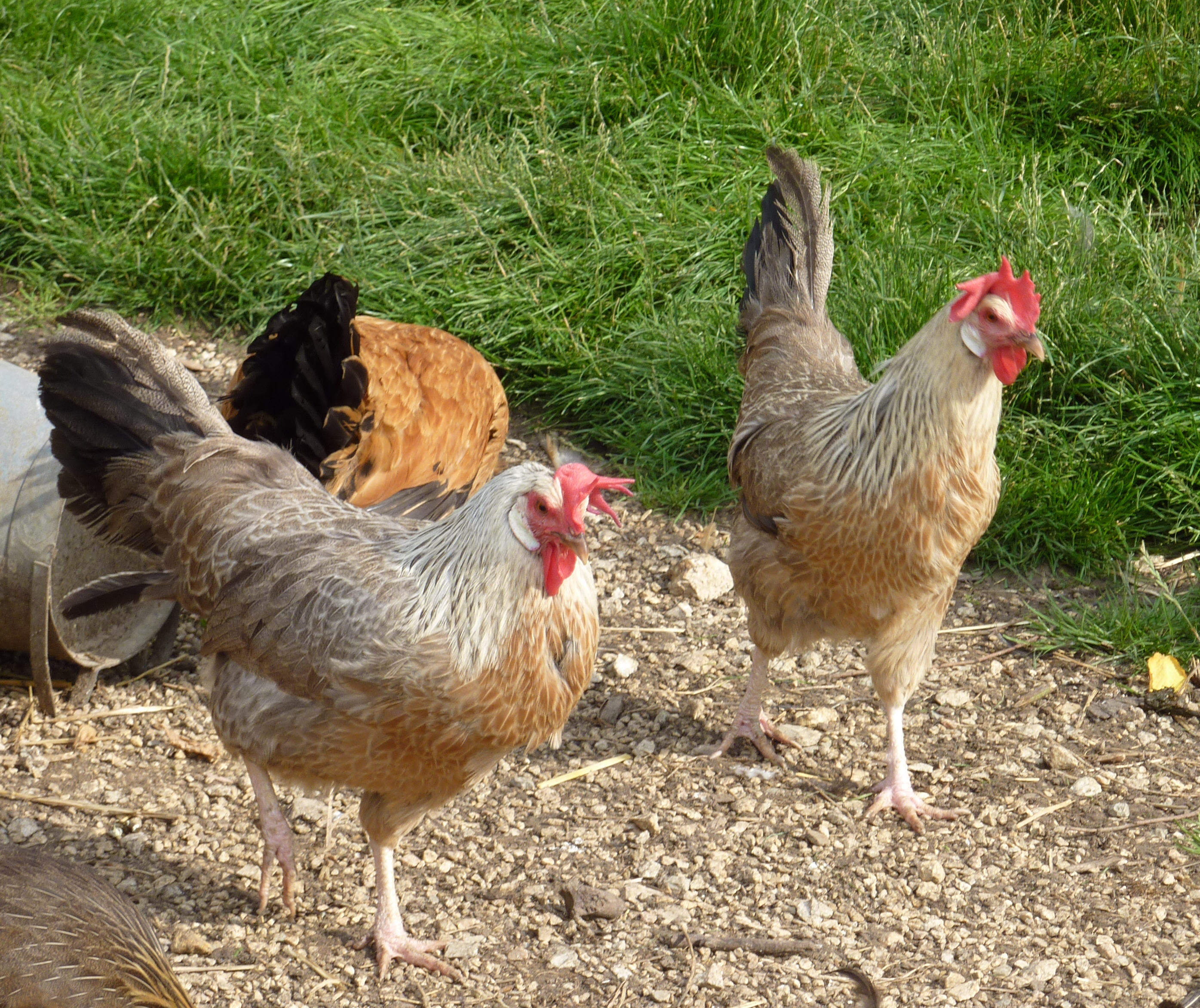
은색레그혼 종의 암탉